# HD Radio

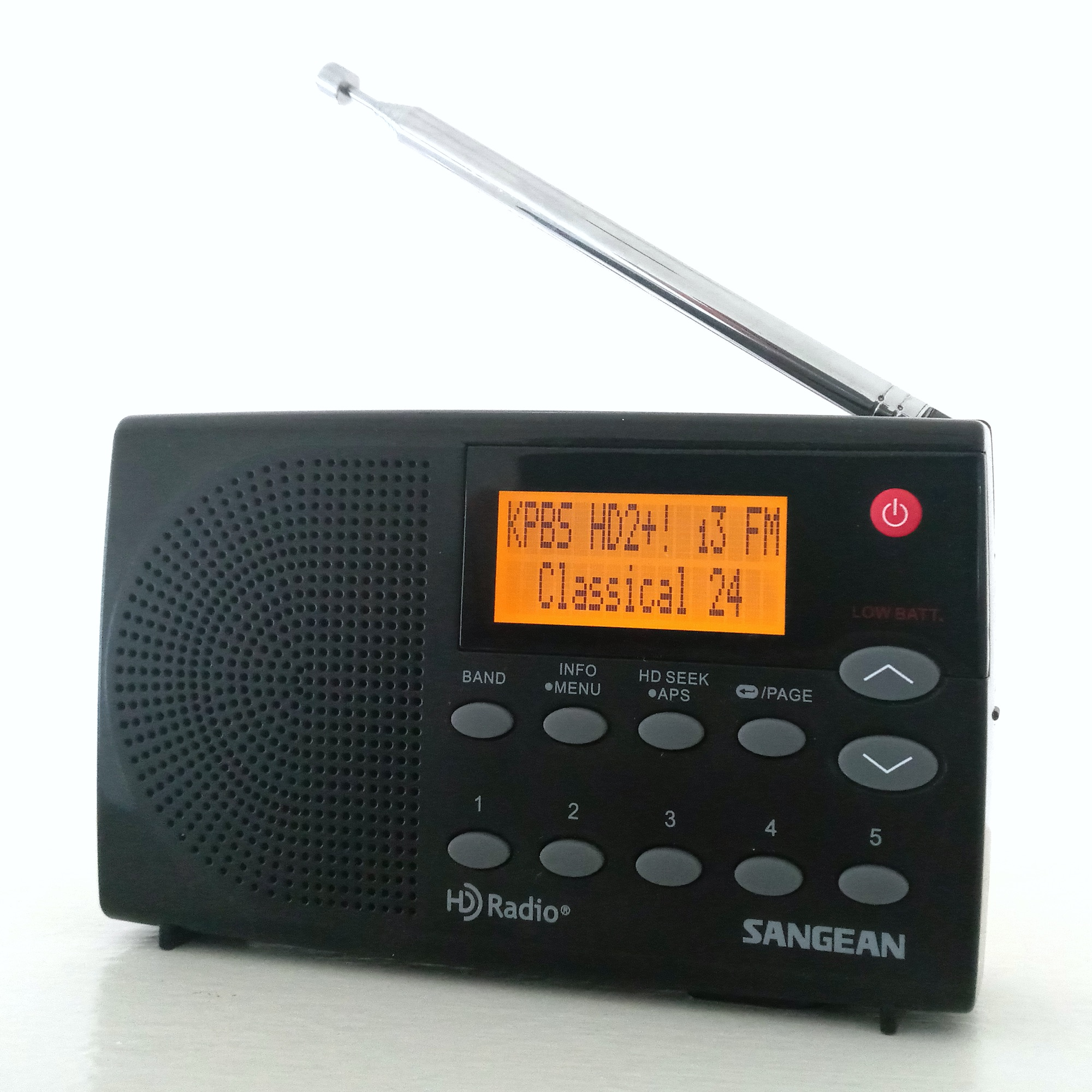
Récepteur radio HD portable Sangean HDR-14

HD Radio est une technique qui permet aux stations FM  (87.5 — 108) et stations AM  (520 — 1710) de diffuser du son et des données via un signal numérique émis en conjonction avec leurs signaux analogiques habituels (technique dite in-band on-channel). La technique permet également une diffusion tout numérique, mais seul le mode hybride est utilisé actuellement. Le contenu diffusé actuellement est disponible sans abonnement, mais les auditeurs doivent s'équiper de récepteurs compatibles pour recevoir les signaux numériques.
Cette technique a été développée par la société iBiquity, et a été autorisée en 2002 par la FCC en tant que méthode de diffusion de radio numérique aux États-Unis. La HD Radio est donc principalement implantée aux États-Unis. Plus de 1 900 stations y émettent, couvrant approximativement 84 % du territoire. Des essais sont par ailleurs effectués en Suisse.
Le Canada n'est pas en reste puisque cette technique est en pleine croissance et la radio nationale francophone Ici Radio-Canada Première diffuse depuis 2018 en HD, diffusant sur HD-2 la chaîne Ici Musique Classique.

## Multicast
Dans la plupart des implémentations FM, un canal HD permet de diffuser entre 96 et 128 kbit/s.
Or, une transmission en haute-fidélité n'exige que 48 kbit/s laissant une capacité pour implémenter des canaux additionnels (diffusion simultanée) sur un même émetteur. Ainsi, par exemple, au Vermont, Vermont Public Radio (107.9) transmet en simultané, en plus du programme principal (Vermont Public Radio), Vermont Public Classical, sur HD-2 (Musique classique) et BBC World Service sur HD-3.